# گوردیان سوم
| ماکسیمینوس ترکس                                     |
| گوردیان یکم و گوردیان دوم                           |
| پوپینوس و بالبینوس، به‌طور صوری همراه با گوردیان سوم |
| گوردیان سوم                                         |
| --------------------------------------------------- |

مارکوس آنتونیوس گوردیانوس (به لاتین: Marcus Antonius Gordianus) (۲۰ ژانویهٔ ۲۲۵ – ۱۱ فوریهٔ ۲۴۴) که بیشتر با نام گوردیان سوم شناخته می‌شود، امپراتور روم بین سال‌های ۲۳۸ (معروف به سال شش امپراتور) تا ۲۴۴ میلادی بود.

## سال‌های آغازین
گوردیان سوم در ۲۰ ژانویه ۲۲۵ میلادی در رم زاده شد. مادرش دختر سناتور مارکوس آنتونیوس گوردیانوس سمپرونیانوس رومانیوس (بعدتر امپراتور گوردیان یکم) بود و پدرش نیز بی‌شک یکی از سناتورهای رومی بود که نامش تا به‌امروز ناشناخته مانده است و تا پیش از بروز شورش در آفریقا در اوایل ۲۳۸ درگذشته بود.

## جانشینی و امپراتوری
در اوایل سال ۲۳۸ میلادی شورشی در استان‌های آفریقایی امپراتوری روم توسط ملاکینی که به شیوهٔ دریافت مالیات اعتراض داشتند علیه امپراتور وقت، ماکسیمینوس ترکس آغاز شد. پدربزرگ گوردیان سوم در این زمان، فرماندار آن مناطق بود و شورشیان او را به عنوان امپراتور خود برگزیده و گوردیان یکم نام دادند. گوردیان یکم امپراتوری مشترک خود را با پسرش گوردیان دوم آغاز کرد و سنای روم نیز آنان را به رسمیت شناخت. اما این، شورش توسط یکی از حامیان وفادار به ماکسیمینوس فرونشانده شد. گوردیان دوم در میدان نبرد کشته شد، گوردیان یکم دست به خودکشی زد و ماکسیمینوس با سپاهش به سوی رم روانه شد. اعضای سنا که به دلیل حمایت آشکارشان از گوردیان‌ها از وضعیت خود بیم داشتند، ماکسیمینوس را از قدرت خلع و شورای ۲۰ نفره‌ای را تشکیل دادند که دو نفر از سناتورها به نام‌های پوپینوس و بالبینوس را به عنوان امپراتوران مشترک برگزیدند. اما این انتخاب چندان مورد قبول افکار عمومی واقع نشد و رمی‌ها دست به شورش زده و سنا را به محاصرهٔ خود درآوردند. اعضای سنا که از علاقهٔ مردم به نوهٔ ۱۳ سالهٔ گوردیان یکم آگاه بودند، برای آرام ساختن اوضاع او را به رم آورده، به احترام پدربزرگش مارکوس آنتونیوس گوردیانوس نامش نهادند و سزار و جانشین امپراتور ساختند.
در اوایل ژوئن ۲۳۸، خبر کشته شدن ماکسیمینوس تراکس توسط سپاهیانش به رم رسید، پوپینوس و بالبینوس بر سر قدرت با یکدیگر درگیر شدند و پرتورینها که از انتخاب آنها ناراضی بودند به انتقام ماکسیمینوس آن دو را در ۲۹ ژوئیه ۲۳۸ به قتل رساندند. به دنبال کشته شدن دو امپراتور، گوردیان سوم نوجوان با رأی مثبت سنا و سربازان در اوت همان سال به عنوان امپراتور جدید روم معرفی شد و به دلیل سن کم، ادارهٔ امور در ابتدا برعهدهٔ مادرش و سپس بر عهدهٔ تیمسیتئوس ، فرماندهٔ پرتورین‌ها و پدرهمسرش بود.

## جنگ با ساسانیان
بزرگترین چالش امپراتور نوجوان، حفظ امنیت در مرزهای امپراتوری روم بود. مشکل با گوت‌ها در حاشیهٔ دانوب همچنان ادامه داشت اما خطر جدی از سمت مرزهای شرقی و از جانب ساسانیان بود. اردشیر یکم ساسانی پیشتر نصیبین و حران را در ماه‌های پایانی حکومت ماکسیمینوس تراکس به تصرف خود درآورده بود و اینک سپاه ساسانی در سال ۲۴۰ میلادی به فرماندهی پسرش شاپور یکم در حال پیشروی روزافزون در نواحی تحت کنترل امپراتوری روم در میان‌رودان بود و در همین سال موفق شدند تا پادگان نظامی رومی‌ها در هاترا (در شمال عراق امروزی در حدود ۵۵ مایلی جنوب موصل) را به تصرف خود درآورند.
امپراتوی روم برای مقابله با ساسانیان، تمامی سپاهیانش را از مرزهای غربی فراخواند و دست به ضدحمله‌ای بزرگ علیه نیروهای ساسانی زد و موفق شد تا ضمن بازپسگیری شهرهای نصیبین و حران، پیروزی سرنوشت‌سازی را در نبرد راسائنا در راسائنا (رأس‌العین امروزی) به‌دست آورد. به دنبال این پیروزی‌ها گوردیان سوم همراه با پدرزن خود تیمسیتئوس، برای شرکت در یکی از لشکرکشی‌ها در ناحیهٔ میان‌رودان در سال ۲۴۳ میلادی به این منطقه آمد اما تیمیستئوس بر اثر بیماری درگذشت و س. ژولیوس پریسکوس - دیگر فرماندهٔ پرتورین‌ها - گوردیان سوم را مجاب کرد تا برادرش م. ژولیوس فیلیپوس (بعدتر امپراتور فیلیپ عرب) را به عنوان جانشین تیمسیتئوس برگزیند. مبارزه با ساسانیان ادامه یافت و سپاه روم موفق شد تا در طول پاییز و زمستان همان سال از رود فرات گذر کند.

## مرگ
در سال ۲۴۴ پس از میلاد، دو سپاه ساسانی و رومیان در نزدیکی شهر میسیکه (فلوجه امروزی در عراق، ۴۰ مایلی غرب بغداد) با یکدیگر رودررو شده و نبرد مشیک بینشان رقم خورد. در پایان پیروزی ازآن سپاه ساسانی به فرماندهی شاپور یکم بود و او برای گرامی‌داشت این پیروزی، شهر میسیکه را به پیروزشاپور تغییرنام داد. او همچنین این پیروزی را در نقش رستم به ثبت رساند و به سه زبان نوشته شد که گوردیان سوم در این جنگ کشته شد.
اما منابع رومی نامی از این نبرد به میان نیاورده‌اند و مدعی‌اند که گوردیان سوم در نزدیکی سیرسزیوم در کنارهٔ رود فرات و در ۲۵۰ مایلی شمال پیروزشاپور مرده است و مقبره‌ای به یاد او در مکانی به نام Zaitha برایش ساخته شده است. این منابع همچنین فیلیپ عرب را که پس از مرگ گوردیان سوم به مقام امپراتوری روم دست یافت را عامل اصلی مرگ امپراتور ۱۹ ساله می‌دانند هرچند که فیلیپ، بیماری را دلیل مرگ گوردیان سوم اعلام کرده بود.